# Hubert Görg
Hubert Görg (* 12. November 1903 in Wegeringhausen; † 13. März 1991 in Rösrath) war ein deutscher Verwaltungsjurist, Gutsherr, Kommunalpolitiker und ehrenamtlicher Landrat (CDU).

## Leben und Beruf
Nach dem Besuch der Volksschule und des Gymnasiums studierte Görg von 1922 bis 1925 Rechtswissenschaften an den Universitäten Marburg und Köln. Seit 1924 war er Mitglied der katholischen Studentenverbindung WKStV Unitas-Franco-Saxonia Marburg im UV. 1925 promovierte er zum Dr. jur. und legte 1929 das zweite juristische Staatsexamen ab. Als Referendar war er beim Regierungspräsidenten in Osnabrück tätig, beim Rhein-Wupper-Kreis war er ab 1930 Stellvertreter des Landrats. Anschließend war er bei der Regierung in Düsseldorf beschäftigt. Nach Kriegsdienst und Kriegsgefangenschaft war er im Innenministerium des Landes Nordrhein-Westfalen und beim Bundesministerium für Finanzen tätig.
Von 1953 bis 1954 war Görg Professor an der Hochschule für Verwaltungswissenschaften in Speyer und ab 1954 ordentlicher Professor für Staats-, Verwaltungs-, Kirchen- und Völkerrecht an der Universität Marburg.
Er war verheiratet und hatte zwei Kinder. Sein Sohn war der Rechtsanwalt Klaus Hubert Görg, der als Insolvenzverwalter u. a. für die Firmen Philipp Holzmann und Arcandor bekannt geworden ist.

## Abgeordneter
Von 1961 bis 1974 war Görg Mitglied des Kreistages des Rheinisch-Bergischen Kreises.

## Öffentliche Ämter
Vom 1. April 1962 bis zum 31. Januar 1968 war ehrenamtlich tätiger Landrat des Rheinisch-Bergischen Kreises.
Görg war in verschiedenen Gremien des Landkreistages Nordrhein-Westfalen tätig.

## Sonstiges
1983 wurde ihm der Ehrenring des Rheinisch-Bergischen-Kreises verliehen.